# BCV Progetti
BCV Progetti srl è un'impresa italiana che opera nel campo dell'ingegneria strutturale.

## Profilo aziendale
La società viene fondata a Milano nel 1970 da tre soci, Giovanni Colombo, Alberto Vintani e Giulio Ballio, ed è tuttora operante nel settore dell'ingegneria strutturale.
BCV Progetti srl, nel corso degli anni, ha collaborato con diversi architetti italiani, fra cui Mario Bellini, Angelo Mangiarotti, Vittorio Gregotti; frutto di tali collaborazioni sono la Torre di Ricerca (Consorzio Zip) nella zona industriale di Padova e il nuovo Centro Culturale di Torino.
In passato l'azienda si è occupata anche di ristrutturazione di edifici d'una certa rilevanza storica, come il Ponte dell'Accademia a Venezia, e il Deposito tranviario Messina a Milano.
Lo studio ha realizzato il progetto per la quarta corsia dell'Autostrada A4 nel tratto Milano-Bergamo, e ha progettato il ponte della TAV che incrocia l'autostrada presso Stezzano.
Alberto Vintani è il presidente della società, Giovanni Colombo è morto nel 1981, e Giulio Ballio è il rettore del Politecnico di Milano.